# Manoir de Boissey
Pour l’article ayant un titre homophone, voir Manoir de Boisset (homonymie).
Le manoir de Boissey se situe dans le pays d'Auge, sur la commune de Boissey dans le département français du Calvados, en région Normandie.
Au XIXe siècle, Arcisse de Caumont décrit cette demeure du XVIIe siècle ainsi : « le manoir de Boissey qui dresse ses pans de bois sur un mur de pierre calcaire d'époque renaissance, est entouré de douves alimentées par le ruisseau de la Fontaine Saint-Julien. Il est construit avec une aile en retour, à chaque extrémité des faîtages se campent d'élégants épis de terre cuite vernissée qui opposent leurs frêles silhouettes à la solide souche de cheminée ».

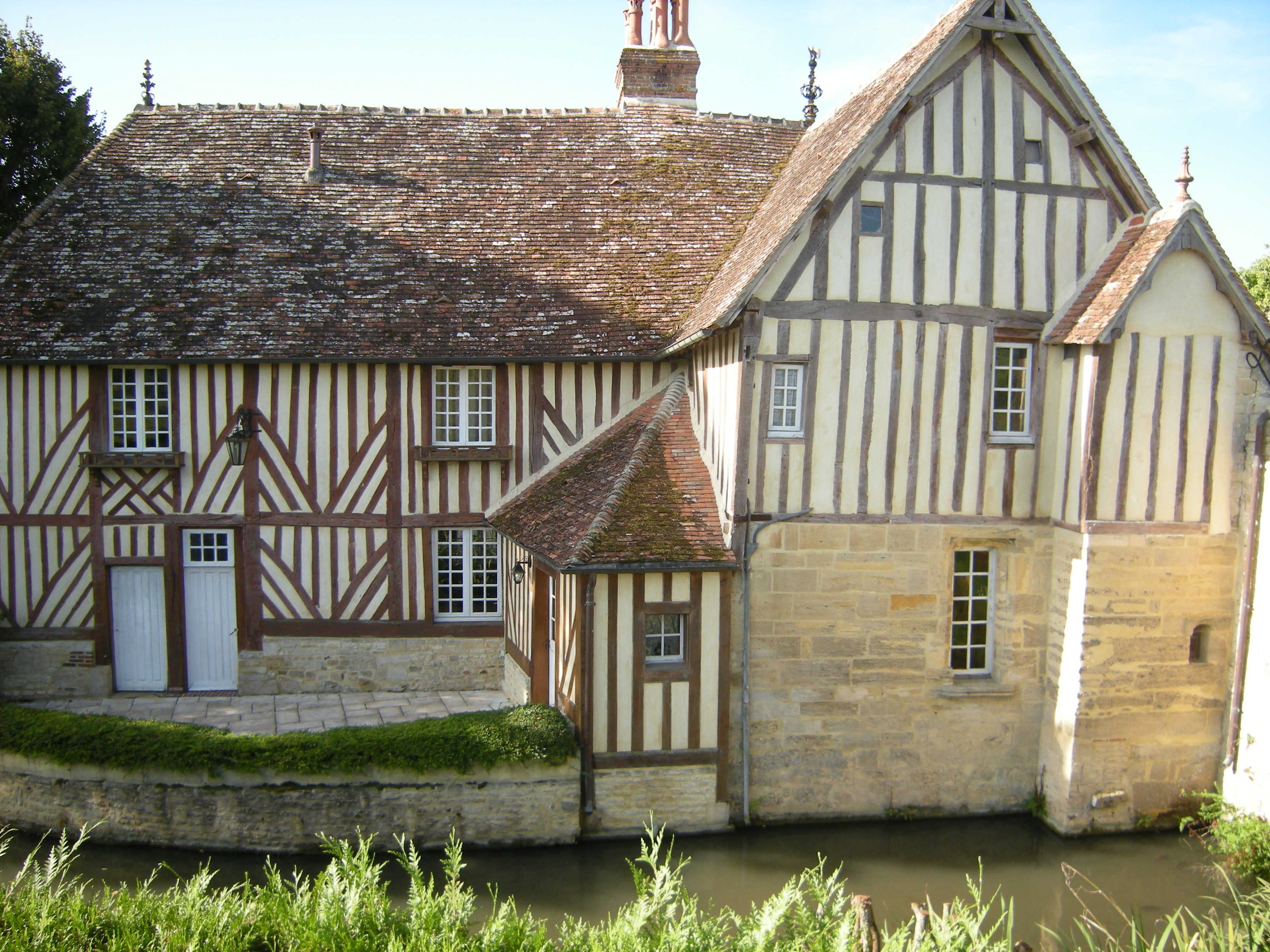
Façade du XVIIe siècle sur douves en eaux vives.
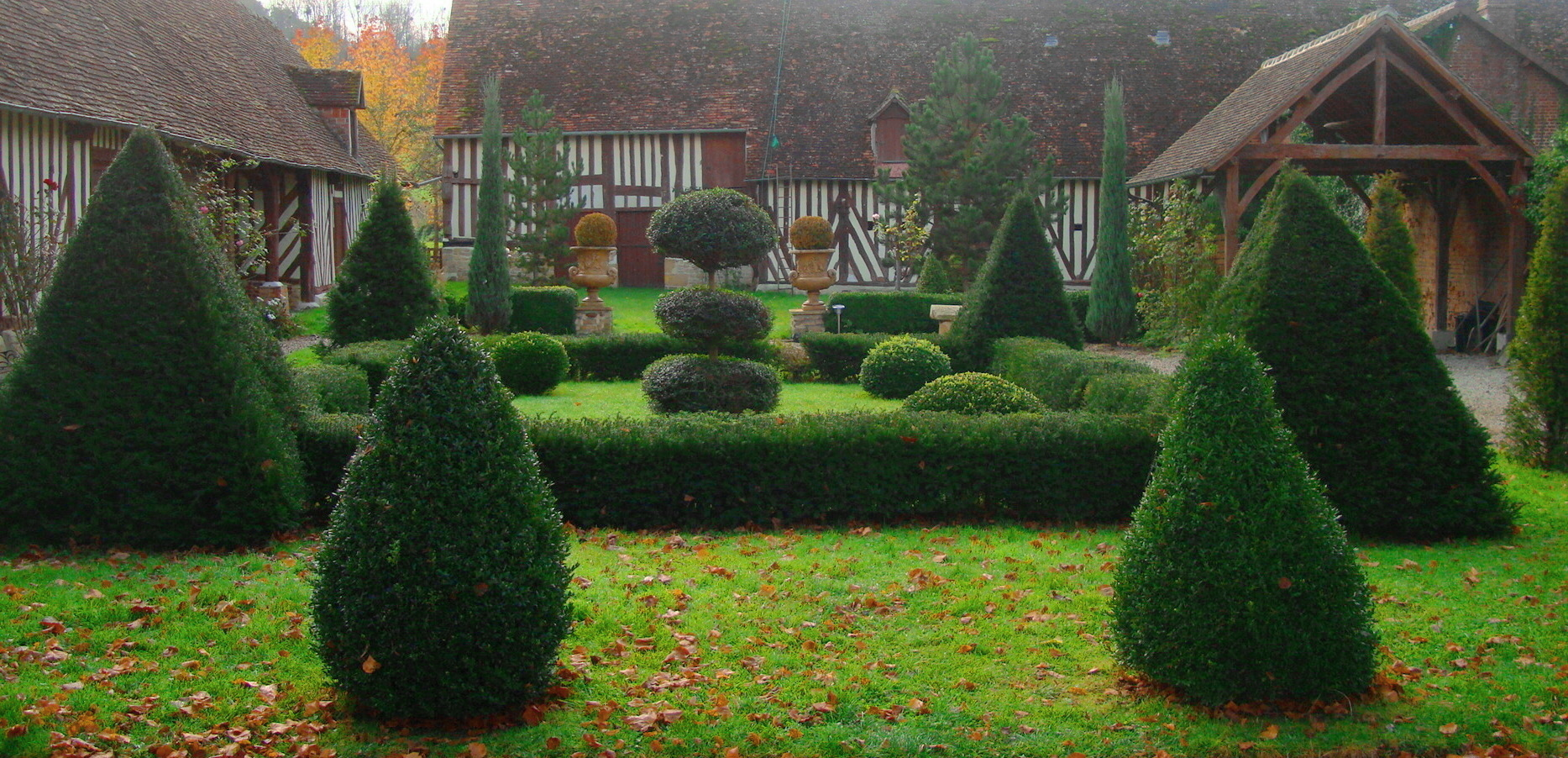
Jardin à la française, topiaires du manoir.

## Historique: le fief de Boissey

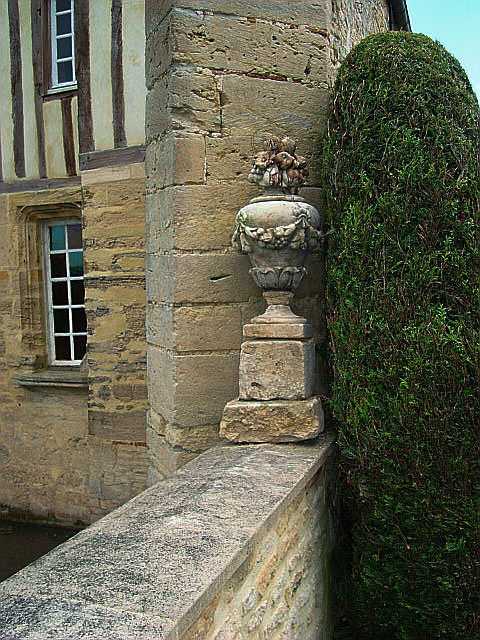
Cinq siècles d'évolutions architecturales où se côtoient une fenêtre d'époque Renaissance et un pot à feu de la première moitié du XVIIIe siècle.

Ce fief est assez mal connu car les communes normandes portant ce même toponyme sont nombreuses. Il semble cependant qu'au XIe siècle cette terre appartenait à plusieurs vassaux de la comtesse Lesceline dont Néel de Vieux-Pont.
Il faut attendre 1211 pour voir apparaître la première mention certaine d'un membre de la famille de Boissey. À cette date, Raoul de Boissey reçoit de Philippe-Auguste la terre de Queron, dans l'Orne, qui avait appartenu à Guillaume de Vieux-Pont. La présence de ces deux familles sans doute très liées ne laisse aucun doute sur l'identité de ce Raoul de Boissey.
Dans la seconde moitié du XIIIe siècle, Robert de Boissey épousa Alia de Bouttemont. Ils eurent pour héritier Isabelle de Boissey qui épousa Raoul de Tilly. Le fief de Boissey resta dans la famille de Tilly jusqu'au XIVe siècle. En 1332, Jeanne de Tilly, dame de Boissey, épousa Roger de Murdrac, transmettant ainsi le fief à la famille de Murdrac,. 
Si la famille et l'histoire de la seigneurie de Boissey sont mal connues, il n'en est pas de même de l'étendue de ce fief. Il existe en effet un aveu du fief de Boissey daté de 1672très fourni en renseignements. Ce fief s'étendait alors sur les paroisses de Boissey, Hiéville, Saint-Pierre-sur-Dives, La Trinité-du-Mesnil-Oury, Vieux-Pont, et Sainte-Marguerite-de-Viette. Le domaine non fieffé s'étendait sur 50 acres environ et le domaine fieffé, très vaste, sur à peu près 850 acres. Il comptait pour un fief de chevalier et les seigneurs de Boissey bénéficiaient d'un certain nombre de privilèges: basse-justice, colombier, moulin et motte.

## Motte castrale de l'ancien château médiéval
Le manoir de Boissey semble avoir été construit sur une motte castrale qui pourrait être le reste de l'ancien château médiéval. Il s'agit d'une cour presque circulaire, d'environ 60 mètres de diamètre et entourée de fossés en eau. Le manoir de Boissey a été édifié au centre de ces douves de 8 mètres de largeur alimentées par la fontaine Saint-Julien.
Le logis seigneurial, qui s'appuie sur des bases d'époque Renaissance, présente, côté nord, une façade dont les colombages sont tous verticaux et, côté sud, une façade mélangeant colombages verticaux, écharpes triples et croisillons.
Aujourd'hui, le corps de logis du manoir s'ouvre sur une cour qui fut séparée en deux et agrémentée d'un jardin à la française (art topiaire) autour de laquelle s'organise un remarquable ensemble de communs en colombages aux soubassements de pierre, représentatif de l'architecture à pans de bois du pays d'Auge,,.

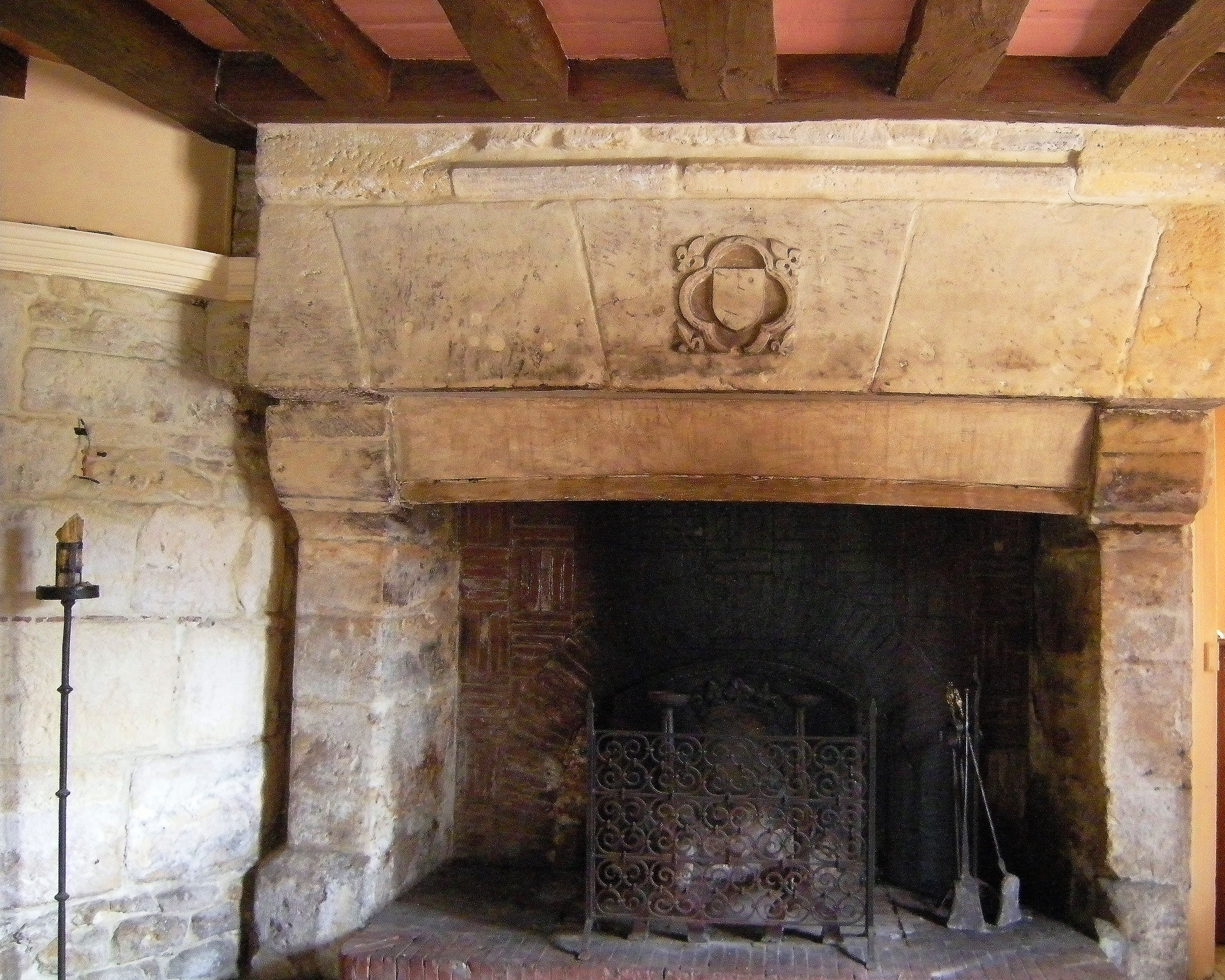
Une imposante cheminée du XVIe siècle.
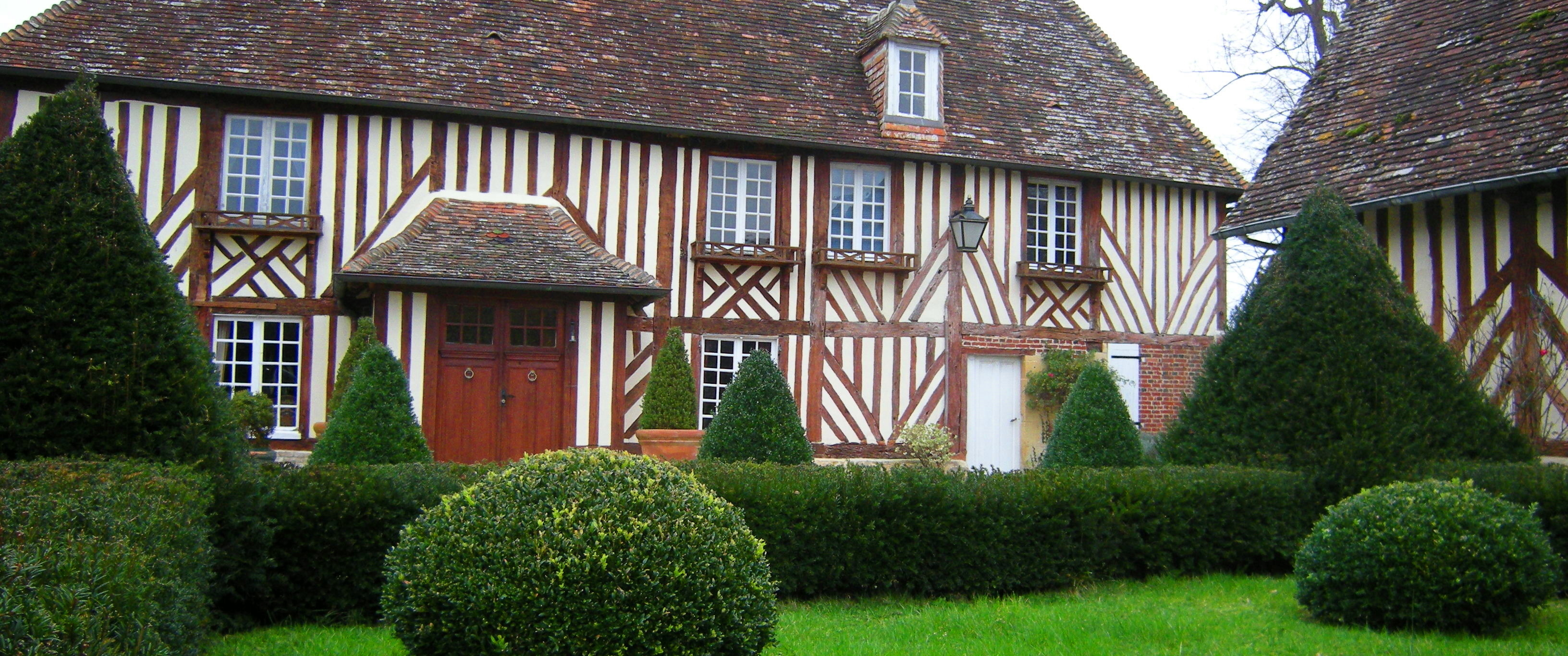
Façade sur cour intérieure.
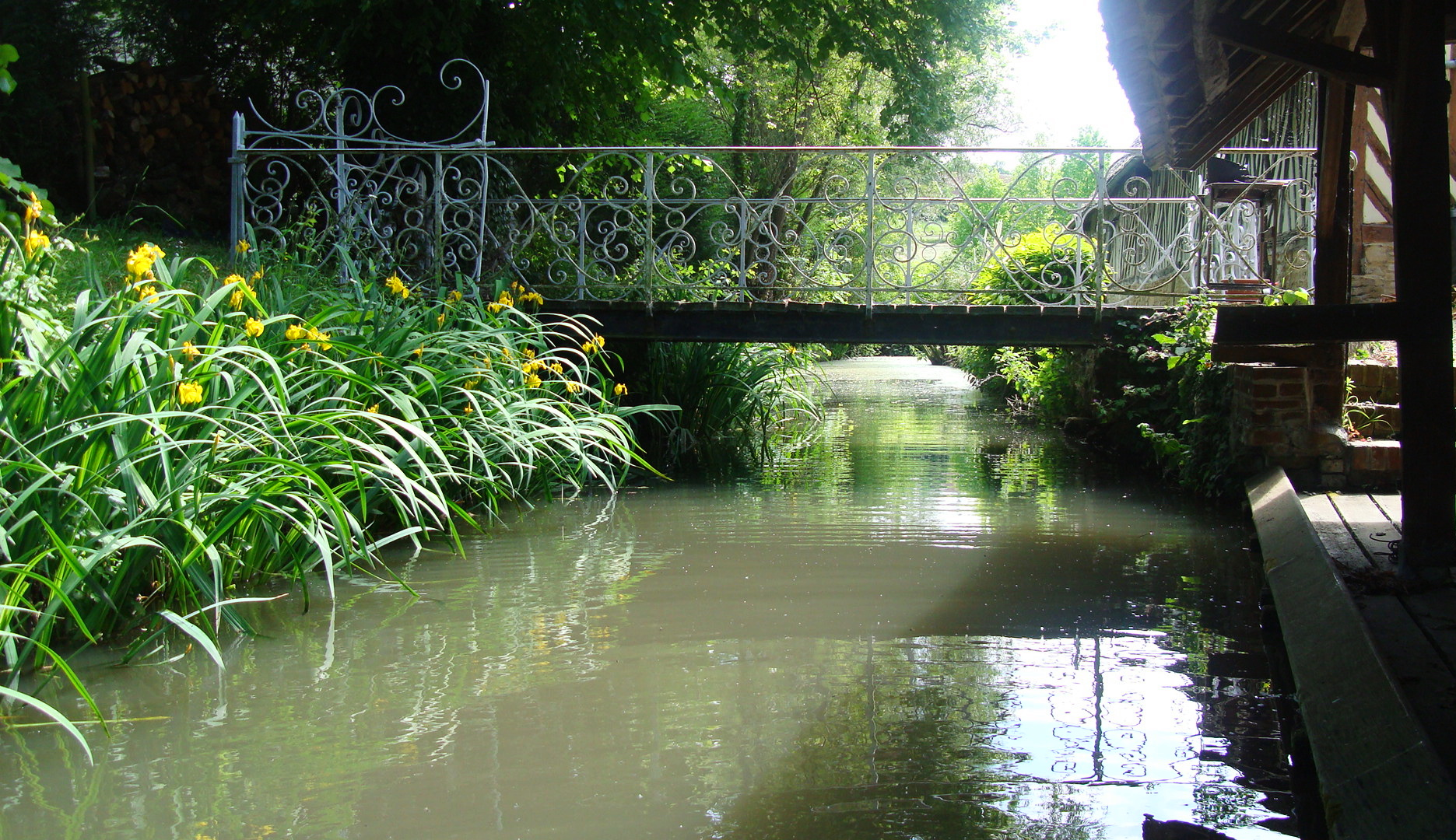
Ancien lavoir du manoir sur les douves est.
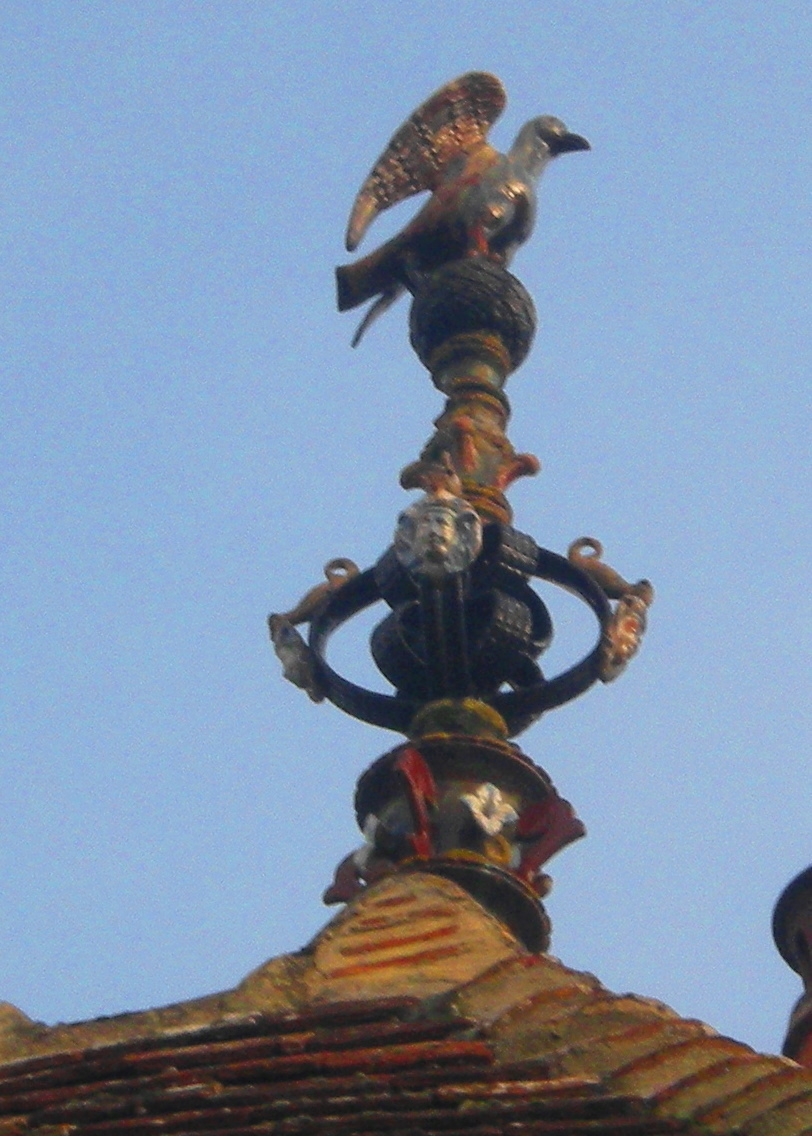
Épi de faîtage en terre cuite vernissée.